# Jacobsonina excavata
Jacobsonina excavata är en kackerlacksart som beskrevs av Roth, L. M. 1999. Jacobsonina excavata ingår i släktet Jacobsonina och familjen småkackerlackor.
Artens utbredningsområde är Thailand. Inga underarter finns listade i Catalogue of Life.